# Internetadgang
Denne artikel er om internetadgang. For telekommunikationssignaleringsmetoder, se bredbånd.
Internetadgang er en serviceydelse, som yder adgang til det globale system af forbundne datanet kendt som internettet.
Forbrugeres anvendelse af internetadgang blev først populær gennem dial-up internetadgang via dial-up internetforbindelser i det 20. århundrede. Ved det 21. århundrede blev de fleste produkter markedsført ved at anvende termen "bredbånd".

## Udbredelsen af "bredbånd" og "højhastigheds"-internet
Bredbånds internetadgang, ofte forkortet til "bredbånd" og også kendt som højhastighedsinternet er en term der beskriver en service, som yder en bithastighed som er højere end (eller betydeligt højere end) et 56 kbit/s modem.
Bredbåndsinternetadgang kan give adgang til internetserviceydelser såsom:
- Meget hurtigere world wide web browsing
- Telefoni, radio, internet-tv og videokonference
- Virtual private network og fjernstyringsprogrammer
- Online gaming

### Historie
Termen bredbånd var oprindeligt en reference til flerfrekvens-kommunikation i modsætning til baseband. Termen adopterede en anden betydning, som blev synonym med højere hastighedsdatatransmission sammenlignet med det akustiske modem.